# Orde van Sultan Salah ud-din 'Abdu'l Aziz Shah
De "Duli Yang Maha Mulia Sultan dan Yang di-Pertuan Negara Selangor Dar ul-Ihsan" oftewel "Koning en heerser van de staat Selangor Dar ul-Ihsan en haar territoria" stichtte vier ridderorden.
De derde van deze ridderorden is de "Orde van Sultan Salah ud-din 'Abdu'l Aziz Shah" die in het Maleis "Darjah Kebesaran Sultan Salahuddin Abdul Aziz Shah" genoemd wordt. De orde werd op 6 juni 1961 ingesteld door Sultan Salahuddin Abdul Aziz Shah. 
De orde heeft de volgende rangen;
- Eerste Klasse of Ridder-Grootcommandeur, in het Maleis "Dato' Sri Setia" genoemd.

De dragers van de Eerste Klasse dragen een gouden keten met daaraan de negenpuntige gouden ster van de orde. Op de linkerborst dragen zij de ster van de orde.Achter de naam mogen zij de letters SSSA plaatsen.
- Tweede Klasse of Ridder Commandeur, in het Maleis "Dato' Setia" genoemd.

De dragers van de Tweede Klasse dragen de ster aan een lint om de hals en de ster van de orde op de linkerborst. Achter de naam mogen zij de letters DSSA plaatsen.
- Derde Klasse of Companion, in het Maleis "Setia" genoemd.

De dragers van de Derde Klasse dragen de ster aan een lint om de hals. Achter de naam mogen zij de letters SSA plaatsen.
- Vierde Klasse of Lid, in het Maleis "Ahli" genoemd.

De dragers van de Vierde Klasse dragen de ster aan een lint op de linkerborst. Achter de naam mogen zij de letters ASA plaatsen.
De orde wordt voor verdienste voor de vorst en zijn huis toegekend. De twee hoogste graden verlenen de drager adeldom.